# Ferrer de Gualbes
|  | «Ferrer de Gualbes» redirigeix aquí. Vegeu-ne altres significats a «Ferrer de Gualbes (desambiguació)». |

Ferrer de Gualbes   (Barcelona, c. 1350 - 12 de setembre de 1423) va ser un mercader i ciutadà de Barcelona pertanyent al llinatge dels Gualbes. Va tenir molt d'èxit en els seus negocis i va aconseguir amassar una considerable fortuna. A més, la seva carrera política va ser important dintre del govern municipal, al Consell de Cent, del qual en va arribar a ser conseller en cap en diverses ocasions, i va estar present durant l'agonia de Martí l'Humà, darrer representant de la dinastia del casal de Barcelona.

## Biografia

### Família
Quarta generació de la família, era fill de Ponç de Gualbes i Sarrovira i de Caterina, de la qual no se sap de quina família procedeix; es desconeix si Ferrer va tenir germans. El 4 de juliol de 1370 va ser emancipat pel seu casament amb Violant Dusai, filla del mercader Ramon Dusai i d'Isabel Bussot. El matrimoni va ser breu, la seva muller va morir el 1374, però en van néixer Nicolau i possiblement Pau, futur canonge de la Catedral de Barcelona. Ferrer encara es va casar dues vegades més: en segones núpcies el 1376 amb Elionor Dirga, filla de Francesc Dirga, de la casa del rei, i de Constança. amb qui va tenir a Joan Nicolau, Jaumeta, Brígida i Ferrer Nicolau; i en terceres núpcies el 1422 amb Francina Terraça, vídua del jurista Jaume Logaya, amb qui no va tenir fills. Amb motiu dels seus dos primers matrimonis va ser ajudat econòmicament per la família.

### Activitat professional
En els negocis va començar a treballar amb el seu pare, de qui va rebre 35.000 sous barcelonins en pagament de serveis, que no es va fer efectiva fins a la mort de Ponç el 1388. Un any abans, Ferrer s'havia quedat amb la casa familiar del carrer Basea, perquè els seus pares s'havien traslladat al Portal del Regomir. Va ser soci també del seu pare i de l'oncle Joan en l'arrendament de la seca de florins d'or de Perpinyà. També compartia una taula de canvi amb el seu parent Francesc, de la branca de Pere de Gualbes. Cal dir que de les propietats i dels negocis va aconseguir amassar una considerable fortuna.

### Carrera política
Es va iniciar al Consell de Cent, en aquesta institució va ser elegit tres vegades prohom el 1375, el 1395 i el 1397. Va ser batlle de Barcelona el 1391; durant l'exercici d'aquest càrrec es va ocupar de l'assalt al call jueu: va patrullar amb els seus familiars i criats armats per tota la ciutat per imposar l'ordre, que li va suposar un premi del rei amb 5.000 florins d'or d'Aragó. El 1396 va ser nomenat capità de quatre o cinc galeres del General que van partir a Beirut en busca d'espècies, quelcom que devia ser un honor i representava un enorme prestigi per a Ferrer. La seva importància a l'oligarquia municipal va anar en augment: va ser conseller cinquè el 1385, segon el 1396 i el 1399 i, finalment va arribar a ser conseller en cap el 1402, el 1406 i 1412. Va ser famós pel seu paper durant l'agonia de Martí l'Humà: s'havia considerat que Martí l'Humà havia fet una darrera declaració el 31 de maig a Ferrer, en qualitat d'ambaixador en representació de les Corts Catalanes, on deia que la successió s'havia de dilucidar per justícia, i no pas afavorint el seu fill il·legítim, Frederic.